# 八田地街道
八田地街道，是中华人民共和国辽宁省营口市站前区下辖的一个乡镇级行政单位。

## 行政区划
八田地街道下辖以下地区：
五大门社区、富强社区、惠安社区和三楼社区。